# Teresa (série télévisée, 1989)
Pour les articles homonymes, voir Teresa.
Teresa est une telenovela mexicaine diffusée en 1989 par Televisa.

## Distribution
- Salma Hayek - Teresa Martínez
- Rafael Rojas - Mario Castro
- Daniel Giménez Cacho - Héctor de la Barrera
- Miguel Pizarro - Raúl Solórzano
- Patricia Pereyra - Aurora Molina
- Patricia Reyes Spíndola - Josefina Martínez
- Claudio Brook - Don Fabián
- Mercedes Pascual - Enriqueta Martínez
- Alejandro Rábago - Armando Martínez
- Irma Dorantes - Juana, la marraine de teresa
- Laura Almela - Luisa de la Barrera
- Rosa María Bianchi - Rosa Molina
- Héctor Gómez - Manuel Molina
- Nadia Haro Oliva - Eulalia Garay
- Omar Rodríguez - José Antonio Garay
- Marta Aura - Balbina
- Alfredo Sevilla - Ramón Castro
- Leonor Llausás - Gudelia
- Patricia Bernal - Esperanza
- David Ostrosky - Wilebaldo "Willy"
- Juan Carlos Bonet - José María
- Margarita Isabel - Marcela
- Aracely Aguilar - La Morena
- Jorge del Campo - Dr. Domingo Sánchez
- Antonio Escobar - Delfino
- Dora Cordero - Ceferina
- Jair De Rubín - Chamuco
- Germán Novoa - Monje
- Oscar Vallejo - Peluche
- Astrid Hadad - Margarita
- Amparo Garrido - Mariana
- Mario Iván Martínez - Sigfrido
- Rosa Elena Díaz - Lucha
- Gael García Bernal
- Humberto Enríquez
- Rosy Escudero
- Rodolfo Arias
- Teo Tapia
- Gabriel Velázquez

## Autres versions

### Télévision
- Teresa (1959), original de Mimí Bechelani, dirigée par Rafael Banquells pour Telesistema Mexicano; avec Maricruz Olivier et Luis Beristain.
- Teresa (1965), produit par Rede Tupi; avec Geórgia Gomide et Walmor Chagas.
- El cuarto mandamiento (1967), produit par Valentín Pimstein pour Telesistema Mexicano; avec Pituka de Foronda et Guillermo Zetina.
- Teresa (2010), adaptation de Ximena Suárez, dirigée par Mónica Miguel et Alejandro Gamboa, produit par José Alberto Castro pour Televisa; avec Angélique Boyer, Sebastián Rulli, Aarón Díaz et Ana Brenda Contreras.

### Cinéma
- Teresa (1961), adapté l'histoire de Mimí Bechelani du scénariste Edmundo Báez en tenant la bande à l'écran avec Maricruz Olivier comme Teresa nouveau, Le film a été dirigé par Alfredo B. Crevenna et séparée de la distribution originale de l'opéra de savon Alicia Montoya, Beatriz Aguirre, Luis Beristain et José Luis Jiménez.

## Diffusion internationale
- Canal de las Estrellas
- Megavisión
- Univisión
- Canal 13
- Galavisión